# Wydmina
Wydmina (kaszb. Wëdminô) – nieoficjalny przysiółek wsi Łaszka w Polsce położona w województwie pomorskim, w powiecie nowodworskim, w gminie Sztutowo.
Miejscowość leży na obszarze Żuław Wiślanych.
W latach 1975–1998 miejscowość administracyjnie należała do województwa elbląskiego.